# ケディエ・エジュ・ジル
ケディエ・エジュ・ジル（アラビア語: كدية الجل）は、モーリタニアのティリス・ゼムール州にある山で、山の東方にはズエラット、西方にはフデリックがある。標高は915メートルで、モーリタニアの最高峰である。
ケディエ・エジュ・ジルとその周辺には鉄鉱石が豊富に埋蔵されており、11世紀から採掘されていたと考えられ、1952年からは商業的な開発が行われている。現在、鉱山は大西洋沿いのヌアディブまで、700kmにおよぶモーリタニア鉄道で結ばれている。
山が青っぽく見えるのは、鉄鉱石で天然の磁石でもある磁鉄鉱を多く含むためである。この固有の磁性により、山は方位磁針を狂わせる。またそのような磁場が、1960年代にこの地域で別の鉱床が発見される手がかりとなった。